# Bartosz Firszt
Bartosz Firszt (ur. 19 marca 1999 w Warszawie) – polski siatkarz, grający na pozycji przyjmującego. Reprezentant Polski Kadetów i Juniorów.

## Kariera młodzieżowa
Gdy był w SMS-ie PZPS Spała był jednocześnie kapitanem 1-ligowego drużyny oraz kapitanem reprezentacji Polski juniorów, z którą zajął 6. miejsce na Mistrzostwach Europy Juniorów. Największy sukces odniósł na Mistrzostwach Polski młodzików 2014 w siatkówce plażowej w parze z Marcinem Gałązką zdobyli brązowe medale. W 2014 roku zajął z Huraganem Wołomin 5. miejsce w Mistrzostwach Polski młodzików. W roku 2018 został wicemistrzem Polski juniorów z KS Metro Warszawa. W tym turnieju został wybrany najlepszym przyjmującym.

## Kariera seniorska
Przed sezonem 2018/2019 w związku z brakami kadrowymi we włoskim klubie Cucine Lube Civitanova poleciał do Włoch na staż, gdyż w tym czasie odbywały się Mistrzostwa Świata. W sezonie 2018/2019 w BBTS-ie Bielsko-Biała został najlepszym przyjmującym 1 ligi po rundzie zasadniczej.

## Sukcesy
Turniej Nadziei Olimpijskich:
- 2014

Mistrzostwa Polski młodzików w siatkówce plażowej:
- 2014

Ogólnopolska Olimpiada Młodzieży:
- 2015

I liga:
- 2016

Mistrzostwa Europy Wschodniej EEVZA kadetów:
- 2016

Mistrzostwa Polski juniorów:
- 2018

## Nagrody indywidualne
- 2018: Najlepszy przyjmujący Mistrzostw Polski juniorów